# Thérouanne
Pour les autres significations, voir Thérouanne (rivière).
Thérouanne (en picard Therwane, en flamand Therenburch, en néerlandais Terwaan ou Terenburg) est une commune française située dans le département du Pas-de-Calais en région Hauts-de-France. Ses habitants sont appelés les Thérouannais. La commune est membre de la communauté d'agglomération du Pays de Saint-Omer.
La commune de Thérouanne (nom officiel depuis 1801), traversée par la Lys, est située dans le centre du département du Pas-de-Calais à 13 km, à vol d'oiseau, au sud de la commune de Saint-Omer. C’est une commune de type commune rurale à habitat dispersé selon l'Insee avec une population de 1 128 habitants au dernier recensement de 2022. Avant la conquête romaine de la Gaule, Thérouanne (en latin Tervana) est la capitale de la Morinie, le pays des Morins, peuple vivant dans la région que César appelle « Belgique », une des trois parties de la Gaule, avec la Celtique et l'Aquitaine. Des fouilles archéologiques ont montré des vestiges de la période romaine ainsi que du bas Moyen Âge. Le groupe épiscopal du VIIe siècle, édifice carolingien et cathédrale gothique, fait l'objet d'une inscription au titre des Monuments historiques.

## Géographie

### Localisation
Localisée dans le centre du département du Pas-de-Calais, Thérouanne est une commune drainée par la Lys et située, à vol d'oiseau, à 10 km à l'ouest de la commune d'Aire-sur-la-Lys et à 13 km au sud de la commune de Saint-Omer (aire d'attraction et chef-lieu d'arrondissement).
Le territoire de la commune est limitrophe de ceux de cinq communes.
Les communes limitrophes sont Delettes, Mametz, Bellinghem, Enquin-lez-Guinegatte et Saint-Augustin.

### Géologie et relief
La superficie de la commune est de 8,37 km2 ; son altitude varie de 31  à   116 mètres.

### Hydrographie
Le territoire de la commune est situé dans le bassin Artois-Picardie.
La commune est traversée par deux cours d'eau :
- la Lys, d'une longueur de 134,01 km, qui prend sa source dans la commune de Lisbourg, dans le département du Pas-de-Calais, et se jette dans l'Escaut au niveau de la commune de Gand, en Belgique[4] ;

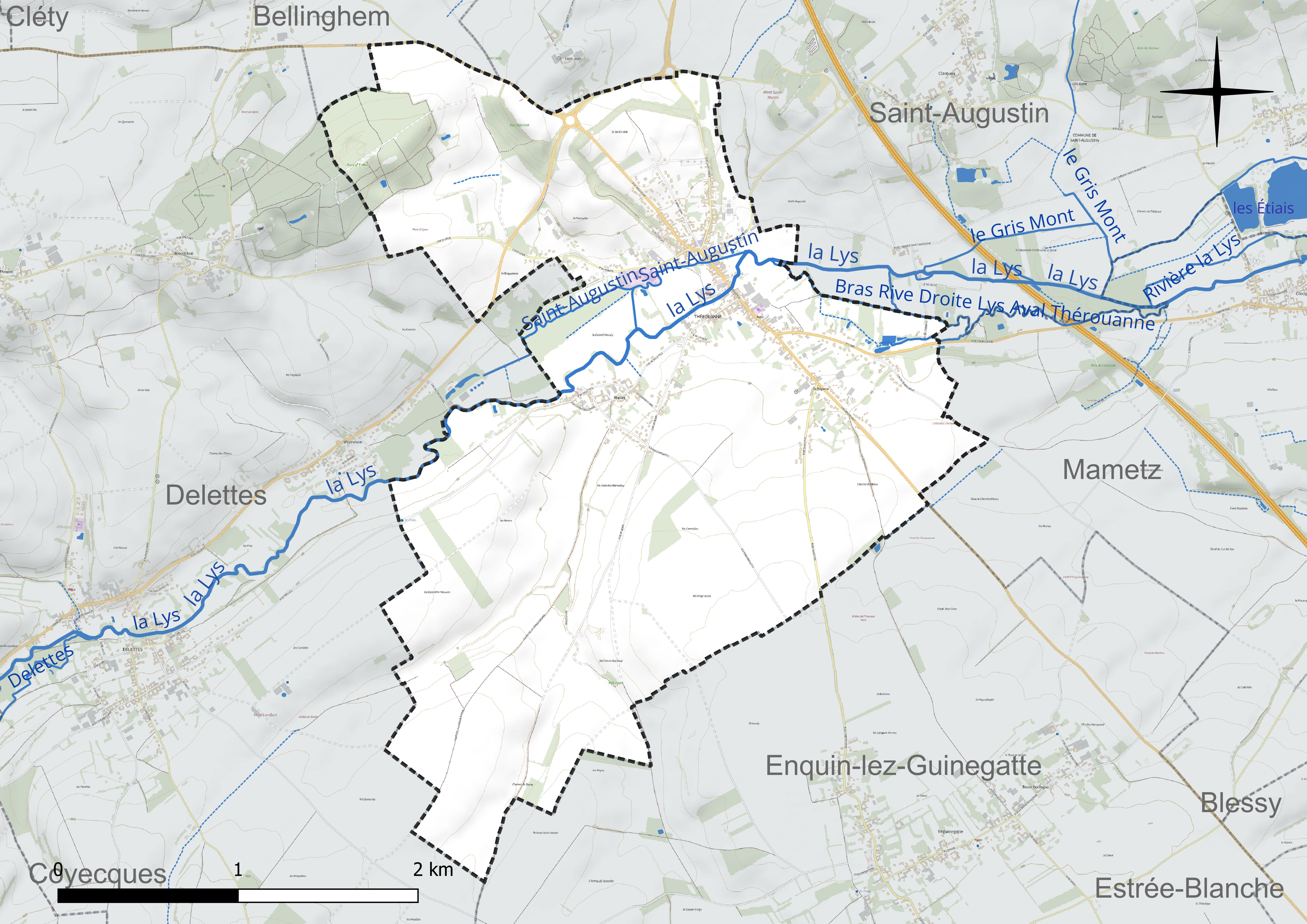
Réseau hydrographique de Thérouanne.

- la rivière la petite lys, d'une longueur de 1,82 km, qui prend sa source dans la commune de Delettes et se jette dans la Lys au niveau de la commune[5].

### Climat
Pour des articles plus généraux, voir Climat des Hauts-de-France et Climat du Pas-de-Calais.
En 2010, le climat de la commune est de type climat océanique dégradé des plaines du Centre et du Nord, selon une étude du CNRS s'appuyant sur une série de données couvrant la période 1971-2000. En 2020, Météo-France publie une typologie des climats de la France métropolitaine dans laquelle la commune est exposée à un climat océanique et est dans la région climatique Côtes de la Manche orientale, caractérisée par un faible ensoleillement (1 550 h/an) ; forte humidité de l’air (plus de 20 h/jour avec humidité relative > 80 % en hiver), vents forts fréquents.
Pour la période 1971-2000, la température annuelle moyenne est de 10,4 °C, avec une amplitude thermique annuelle de 13,7 °C. Le cumul annuel moyen de précipitations est de 847 mm, avec 12,8 jours de précipitations en janvier et 8,3 jours en juillet. Pour la période 1991-2020, la température moyenne annuelle observée sur la station météorologique la plus proche, située sur la commune de Radinghem à 14 km à vol d'oiseau, est de 10,5 °C et le cumul annuel moyen de précipitations est de 1 038,1 mm,. Pour l'avenir, les paramètres climatiques de la commune estimés pour 2050 selon différents scénarios d'émission de gaz à effet de serre sont consultables sur un site dédié publié par Météo-France en novembre 2022.

### Paysages
Pour un article plus général, voir Paysage en France.
La commune s'inscrit dans les « paysages des hauts plateaux artésiens » tels qu’ils sont définis dans l’atlas de paysages de la région Nord-Pas-de-Calais, conçu par la direction régionale de l'Environnement, de l'Aménagement et du Logement (DREAL),.
Ces paysages, qui concernent 77 communes du Pas-de-Calais, se situent à l'extrémité ouest des collines de l'Artois qui traversent le Pas-de-Calais d'Arras au Boulonnais. L'altitude de ces paysages dépassent les 180 mètres. Ces dimensions sont modestes, d'une quinzaine de kilomètres du sud-est au nord-ouest et d'une vingtaine de kilomètres dans sa dimension la plus grande.
Ces « paysages des hauts plateaux artésiens », appelés aussi « Haut Artois », se caractérisent par trois ensembles écopaysagers : 
- l'ensemble mésophile ouvert du plateau artésien calcaire ;
- l'ensemble alluvial des fonds de vallée de la Lys et de l'Aa ;
- l'ensemble calcicole des versants calcaires des vallées[13].

Le « Haut Artois » dispose d'une importante densité de corridors biologiques bien interconnectés.
Dans le « Haut Artois », pas de villes, c'est une des rares terres rurales de la région, les communes les plus importantes sont, du nord au sud, Lumbres, Fauquembergues et Fruges. Le « Haut Artois », drainé par l'Aa et la Lys, constitue le sommet de l'anticlinal artésien, paysage ventée, froid et aux précipitations importantes qui en font le château d'eau régional.
Leș cultures représentent environ 60 % des sols, les prairies entre 26 et 27 %, les bois de 5 à 8 % et les villages et bourgs de 5 à 8 %, l'industrie y est peu présente.

### Milieux naturels et biodiversité

#### Zones naturelles d'intérêt écologique, faunistique et floristique
L’inventaire des zones naturelles d'intérêt écologique, faunistique et floristique (ZNIEFF) a pour objectif de réaliser une couverture des zones les plus intéressantes sur le plan écologique, essentiellement dans la perspective d’améliorer la connaissance du patrimoine naturel national et de fournir aux différents décideurs un outil d’aide à la prise en compte de l’environnement dans l’aménagement du territoire.
Le territoire communal comprend deux ZNIEFF de type 1 : 
- le bois Bertoulin, le bois d'Enfer et les bosquets au sud de Dohem, d'une altitude variant de 53  à   143 mètres et d'une superficie de 418 hectares. Ce site est constitué de boisements installés sur des buttes tertiaires du Landénien (sables et grès d’Ostricourt, cailloutis…), auréolées d’argiles de l’Yprésien, et de limons de plateaux avec des versants cultivés[14] :
- la haute Lys et ses végétations alluviales en amont de Thérouanne, d'une altitude variant de 38  à   153 mètres et d'une superficie de 1 053 hectares. Ce site correspond au fond de vallée et à quelques versants, depuis les sources jusqu’à la commune de Thérouanne[15].

et deux ZNIEFF de type 2 : 
- la haute vallée de la Lys et ses versants en amont de Thérouanne. L’entité paysagère de la haute vallée de la Lys et ses versants s’étire sur une vingtaine de kilomètres du Nord au Sud pour moins de dix d’Est en Ouest dans le Haut Artois[16] ;
- la moyenne vallée de la Lys entre Thérouanne et Aire-sur-la-Lys. Cette ZNIEFF est un ensemble intégrant un système alluvial du fond de la vallée et quelques bois, bosquets et landes[17].

Carte des ZNIEFF de type 1 et 2 sur la commune
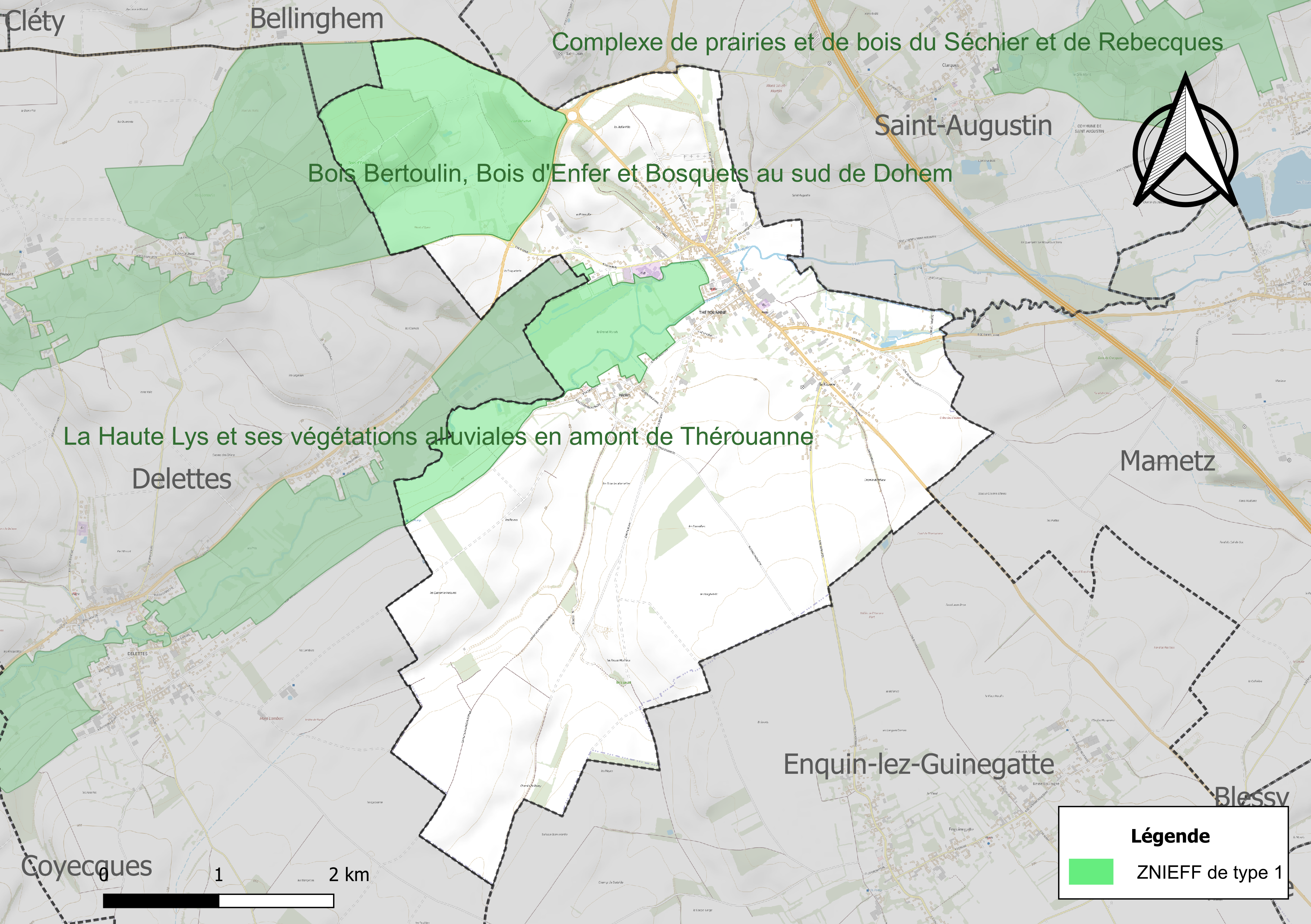
Carte des ZNIEFF de type 1 sur la commune.
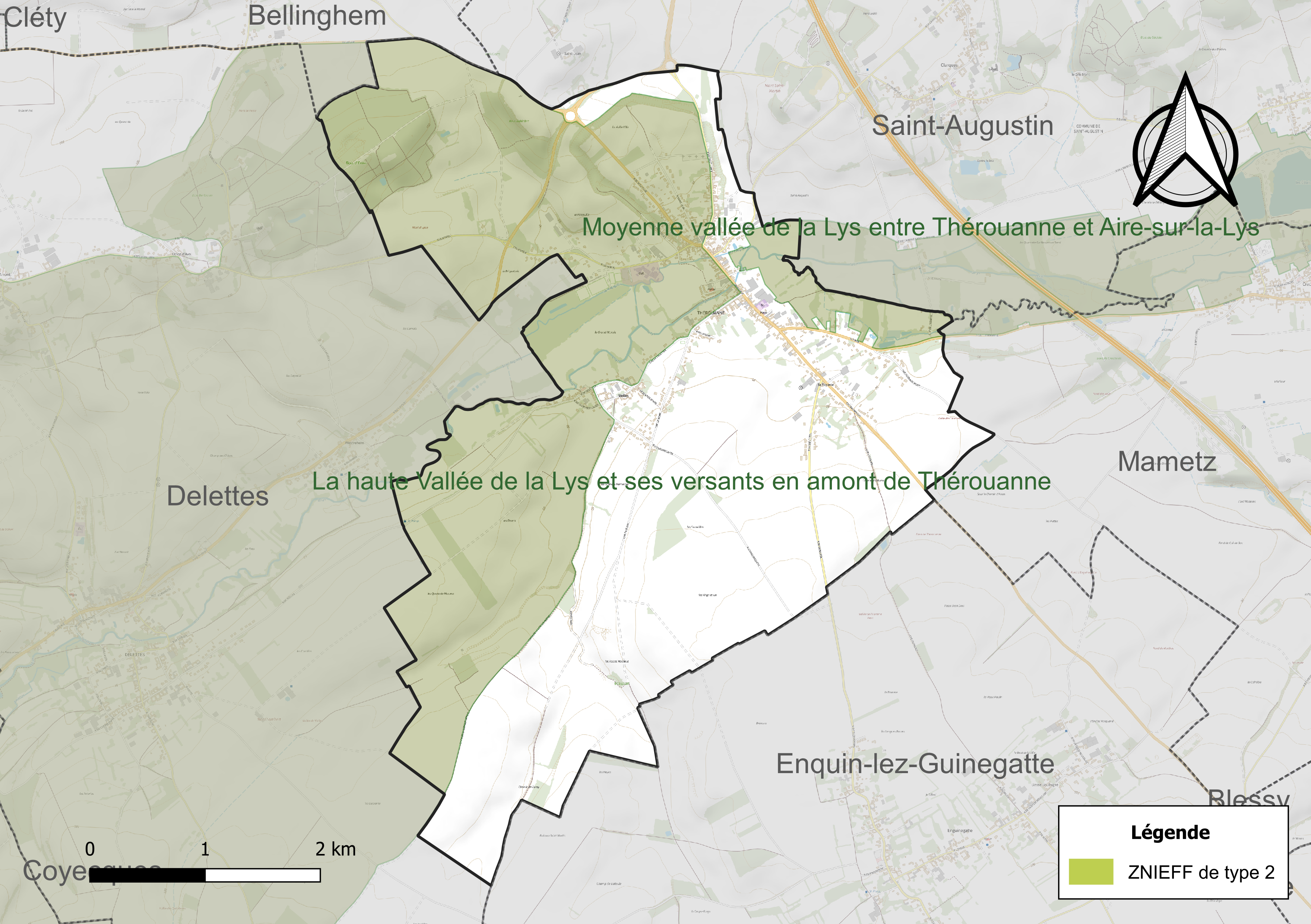
Carte des ZNIEFF de type 2 sur la commune.

## Urbanisme

### Typologie
Au 1er janvier 2024, Thérouanne est catégorisée commune rurale à habitat dispersé, selon la nouvelle grille communale de densité à sept niveaux définie par l'Insee en 2022.
Elle est située hors unité urbaine. Par ailleurs la commune fait partie de l'aire d'attraction de Saint-Omer, dont elle est une commune de la couronne,. Cette aire, qui regroupe 79 communes, est catégorisée dans les aires de 50 000 à moins de 200 000 habitants,.

### Occupation des sols
L'occupation des sols de la commune, telle qu'elle ressort de la base de données européenne d’occupation biophysique des sols Corine Land Cover (CLC), est marquée par l'importance des territoires agricoles (87,6 % en 2018), en diminution par rapport à 1990 (90 %). La répartition détaillée en 2018 est la suivante : 
terres arables (67,4 %), prairies (10,9 %), zones agricoles hétérogènes (9,3 %), zones urbanisées (8,5 %), forêts (3,9 %). L'évolution de l’occupation des sols de la commune et de ses infrastructures peut être observée sur les différentes représentations cartographiques du territoire : la carte de Cassini (XVIIIe siècle), la carte d'état-major (1820-1866) et les cartes ou photos aériennes de l'IGN pour la période actuelle (1950 à aujourd'hui).

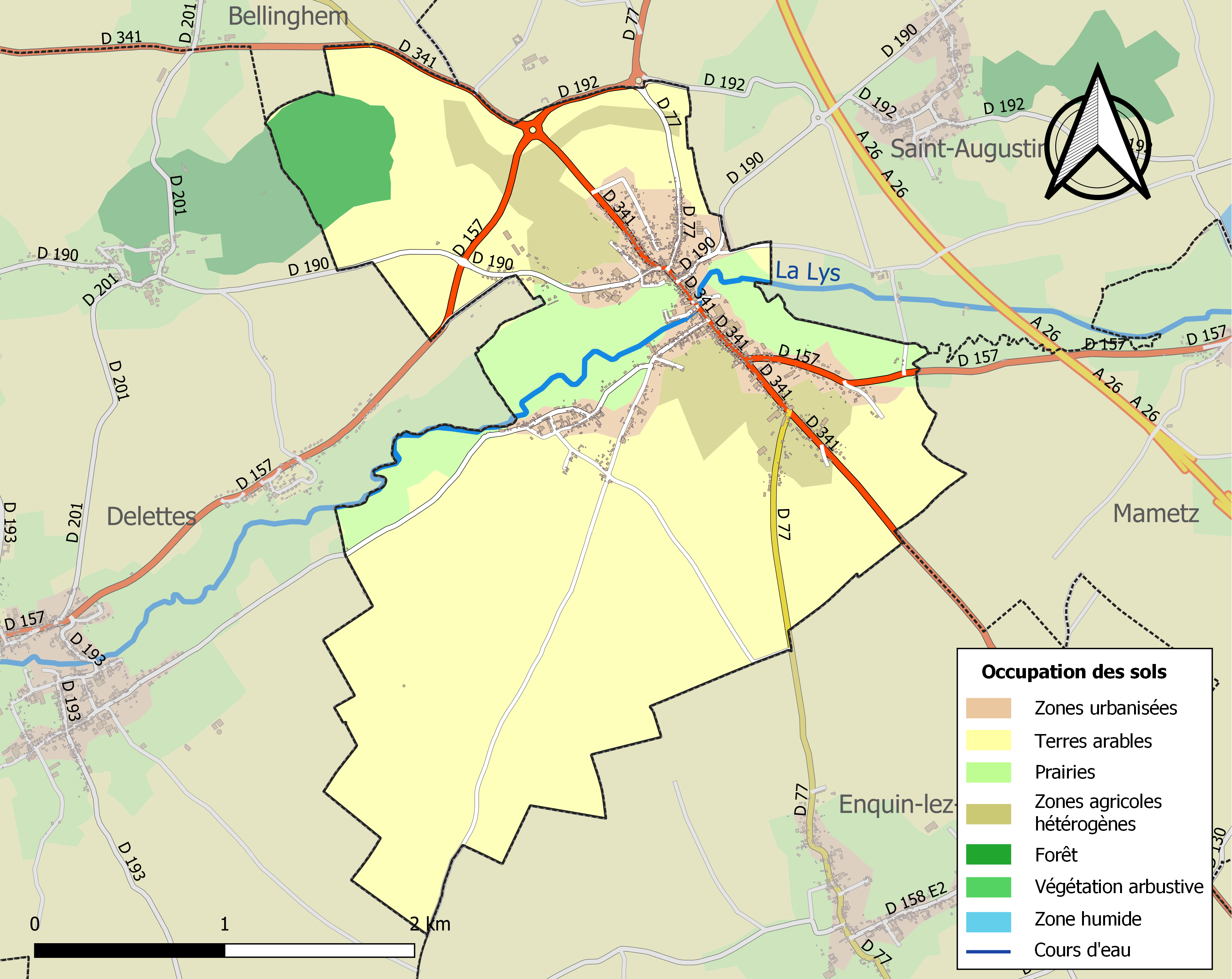
Carte des infrastructures et de l'occupation des sols de la commune en 2018 (CLC).

### Voies de communication et transports

#### Voies de communication
La commune est desservie par les départementales 157, 341 (la chaussée Brunehaut), 77 et 190.

#### Transports
La commune était située sur la ligne de chemin de fer Aire-sur-la-Lys - Berck-Plage, une ancienne ligne de chemin de fer qui reliait, entre 1893 et 1955, Aire-sur-la-Lys à Berck dans le département du Pas de Calais.

### Risques naturels et technologiques

#### Risque inondation
À la suite du passage des tempêtes Ciarán, Domingos et Elisa et des inondations et coulées de boue qui se sont produites, la commune est reconnue, par arrêté du 14 novembre 2023, en état de catastrophe naturelle pour inondations et coulées de boue sur la période du 2 au 12 novembre 2023, comme 179 autres communes du département.

## Toponymie

### Attestations anciennes
Le nom de la localité est attesté sous les formes Morini en 43 av. J.-C. ; Μορινοὶ, Colonia Morinorum au Ier siècle ; Tarvenna, Ταρουάννα au IIe siècle ; Tervanua au IIIe siècle ; Civitas Morinum/Morenium/Morenum, Tarawanna Pontium au IVe siècle ; Tarowannica urbs, Tarabenna au VIe siècle ; Tarvanensis urbs, Tervanense oppidum, Tharawanninsis urbs, Taroanna au VIIe siècle ; Tarvenna Morinorum aux VIIe – VIIIe siècles ; Tarvenna en 877 ; Morina, Terwanensis urbs, Tyroanda civitas au IXe siècle ; Taravenna en 988 ; Teruenua au Xe siècle ; Taruanne en 1026 ; Terganensis civitas au XIe siècle ; Teruana en 1142 ; Teruania en 1145 ; Teruene en 1157 ; Teruannia au XIIe siècle ; Teruanna en 1220 ; Taruanne en 1223 ; Thierowane en 1241 ; Terwane en 1266 ; Terouane en 1286 ; Teroene en 1291 ; Terewagne en 1293 ; Terrewane en 1296-1297 ; Therewane, Teroane au XIIIe siècle ; Theroane en 1338 ; Terrewanne en 1340 ; Terewane en 1360 ; Trewan en 1380 ; Therouenne, Terouanne, Terouenne, Tyroenne, Tieruane au XIVe siècle ; Therruenne en 1411 ; Tarenborch en 1440 ; Thérowane en 1478 ; Théroenne en 1505 ; Terouana en 1555 ; Terwaen au XVIe siècle ; Faulbourgs de jadis Thérouanne (1611) ; Faubourgs haults de Théroannes en 1631 ; Théroüenne en 1717 ; Térouane en 1769 ; Thérouanne en 1793, Thérouanne en 1801.
En flamand, la ville est ultérieurement appelée Tarenborch,,.
Aujourd'hui, la commune porte le nom de Therwane en picard, Therenburch  en flamand et Terwaan ou Terenburg en néerlandais.

### Étymologie
À l'époque gauloise, Thérouanne ou Tervanna était la capitale de la Morinie, pays des Morins (tribu de la Gaule belgique).
Le nom de Thérouanne a la même origine que celui de la rivière Thérouanne, issu du gaulois *tarwana ou d'un type tarv-enna, de tarvos « taureau » (autrement écrit taruos), avec le suffixe gaulois -enna.

## Histoire

### Des Gaulois aux Romains

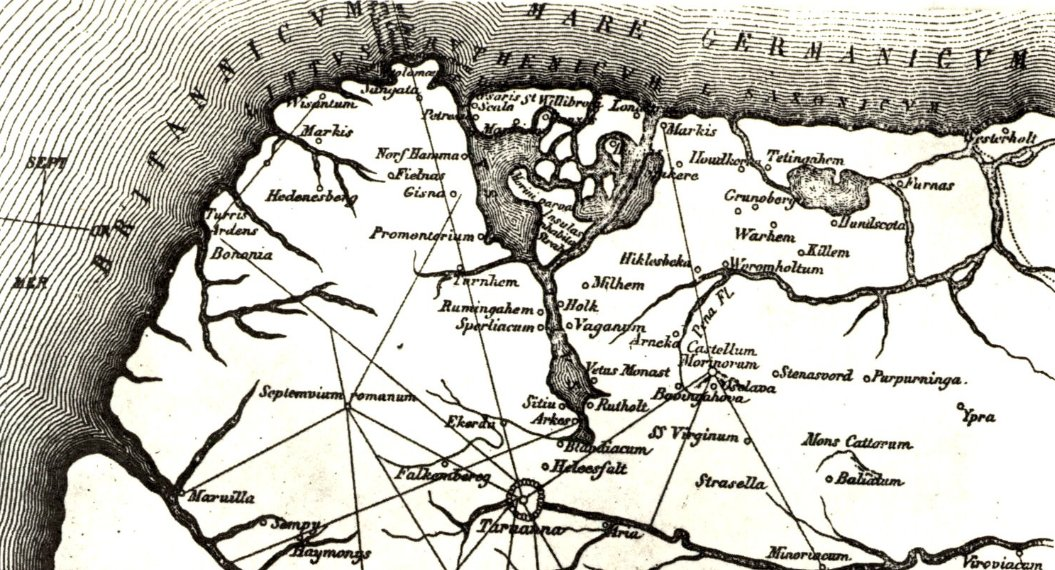
Les cartes et écrits médiévaux placent Taruanna comme centre névralgique intellectuel, religieux, routier, administratif de l'ancienne région des Morins, romanisée, puis christianisée (copie d'une carte ancienne, exécutée au XVIIe siècle).

Avant la conquête romaine de la Gaule, Thérouanne (en latin Tervana) est la capitale de la Morinie, le pays des Morins, peuple vivant dans la région que César appelle « Belgique », une des trois parties de la Gaule, avec la Celtique et l'Aquitaine.
Dans l'Empire romain, elle devient le chef-lieu de la cité des Morins (civitas Morinum), dans la province de Gaule belgique à partir du règne d'Auguste. Son nom gaulois ne disparait pas et finit par s'imposer à l'usage officiel.
L'administration romaine est présente à Reims, mais les cités sont administrées par des notables locaux considérés comme fiables par les Romains, les décurions, qui, en contrepartie, ont un accès privilégié à la citoyenneté romaine (jusqu'à l'édit de Caracalla en 212, qui fait de tous les hommes libres de l'Empire des citoyens romains).
Quand le christianisme devient la religion de l'Empire au Ve siècle, les chefs-lieux de cités deviennent en général des sièges épiscopaux : dans le cas de Thérouanne, le premier évêque est attesté seulement au VIIe siècle, après la conquête franque.

### Haut Moyen Âge
Après la fin de l'Empire romain d'Occident (476), Thérouanne se trouve dans la région dominée par les Francs, dont le roi Clovis conquiert la plus grande partie de la Gaule romaine durant son règne, instaurant la dynastie des Mérovingiens.
En 577, le prince Mérovée, arrière-petit-fils de Clovis, se serait donné la mort à Thérouanne en se jetant sur le glaive d'un de ses compagnons, alors qu'il était encerclé dans une ferme par les soldats de son père Chilpéric Ier, qui voulait le punir de son mariage avec Brunehaut, l'ennemie jurée de son épouse Frédégonde.
Un noble de Thérouanne vivant dans les années 600 serait la souche de la dynastie des Robertiens, eux-mêmes ancêtres des Capétiens.
Au VIIe siècle, Thérouanne devient le siège d'un diocèse, érigé par saint Achaire. Le plus célèbre de ses évêques est saint Omer, dont certaines sources disent qu'il fut le fondateur de la cité en 633. Saint Erkembode, moine bénédictin irlandais, devint évêque de Thérouanne au VIIIe siècle.
Après la dislocation de l'Empire carolingien (traité de Verdun, 843), Thérouanne relève du royaume de Francie occidentale, qui va devenir le royaume de France. La frontière dans le nord de la Gaule est établie sur l'Escaut.
La cité est pillée par les Normands en 880 et 882.

### Moyen Âge
Lorsque les comtés carolingiens deviennent des principautés féodales héréditaires, Thérouanne fait d'abord partie du comté de Flandre, puis du comté d'Artois lorsque celui-ci en est détaché.
Les étudiants venant du diocèse de Thérouanne font partie de la « nation picarde » des universités de Paris, Orléans et Bologne.
Aux XIVe et XVe siècles, le comté d'Artois devient une possession des ducs de Bourgogne de la maison de Valois, dans le cadre de l'État bourguignon constitué par les ducs jusqu'à Charles le Téméraire. Après sa mort (janvier 1477), le roi de France Louis XI tente de récupérer une partie des territoires bourguignons, hérités par la fille du Téméraire, Marie, qui épouse en août 1477, Maximilien d'Autriche, de la maison de Habsbourg. Au terme d'un conflit marqué par les traités d'Arras (1482) et de Senlis (1493), l'Artois est restitué par la France, sauf la cité de Thérouanne qui devient une enclave française dans les possessions de Maximilien.

### LeXVIesiècle: du siège de 1513 à la destruction (1553)
Par sa position stratégique d'enclave française dans le comté d'Artois, Thérouanne constitue un objectif militaire important au cours du long conflit (1495-1559) entre les rois de France, François Ier et Henri II, et les Habsbourg, Maximilien, puis Charles Quint, héritier des Pays-Bas en 1515, roi d'Espagne en 1516 et empereur en 1519. Ce conflit se déroule principalement en Italie, d'où le nom de « guerres d'Italie », mais le sud des Pays-Bas est aussi concerné à plusieurs reprises.

#### Le siège de 1513
Thérouanne subit une première destruction en 1513 après un siège mené par le roi d'Angleterre Henri VIII, aidé par Maximilien d'Autriche, qui sont alliés depuis 1511 dans le cadre de la Ligue catholique. La ville est pillée et ses remparts démolis, puis elle est incendiée (sauf les églises). Elle est restituée par Henri VIII en 1520 (entrevue du camp du Drap d'Or) et remise en état par le roi de France, avec des fortifications modernisées.

#### Le siège et la destruction de 1553
Au cours de la dixième guerre d'Italie (1552-1556), Charles Quint, qui a subi un revers grave à Metz, se tourne vers Thérouanne, dont il fait le siège du 11 avril 1553 au 20 juin 1553. Henri II envoie pour commander la place André de Montalembert, sire d'Essé, âgé de 70 ans. Le 14 juin, Montalembert trouve la mort au combat, comme il le souhaitait, et est remplacé par François de Montmorency (1530-1579), fils du connétable. Le 20 juin, les assaillants lancent le dernier assaut, victorieux.
Après la prise de la ville, Charles Quint décide de la détruire totalement : elle est rasée au cours de l'été par des travailleurs convoqués de tout le comté d'Artois. Il y aurait même fait répandre symboliquement du sel[réf. nécessaire]. Il prend ainsi sa revanche de la défaite subie lors du siège de Metz (1552-1553). Thérouanne devient un « site abandonné ». Une autre ville proche, Hesdin, est aussi détruite à ce moment (actuel lieudit Vieil-Hesdin).

#### Le traité du Cateau-Cambrésis (1559)
Lors du traité du Cateau-Cambrésis qui termine la onzième guerre d'Italie (avril 1559), le cas de Thérouanne est évoqué dans l'article 2 du traité : son territoire est restitué au roi de France, mais neutralisé militairement (interdiction de fortifier et de placer des troupes). En contrepartie, Henri II obtient la neutralisation de la place d'Yvoi (actuelle Carignan), dont il fait détruire les remparts.
Lors de la réorganisation des diocèses des Pays-Bas (1559-1561), qui crée dix-huit diocèses à la place des six existants, le territoire de la cité est attribué en indivision à deux diocèses néerlandais : Saint-Omer et Ypres et à un diocèse français, Boulogne. Cette situation d'indivision aboutit à sa transformation en territoire agricole affermé. Le siège épiscopal de Thérouanne, qui de fait n'existe plus, est officiellement supprimé par le pape en 1567.

### La nouvelle Thérouanne (XIXeetXXesiècles)
La population commence à se réinstaller sur le site à la fin du XIXe siècle, créant une « nouvelle Thérouanne ».

### Fouilles archéologiques
Le site de l'ancienne cathédrale a été fouillé à la fin du XIXe siècle par Camille Enlart. Dans les années 1970, une nouvelle campagne de fouilles, dans le chœur de la cathédrale, sous la direction de Roland Delmaire, puis d'Honoré Bernard, met en évidence la succession des lieux de culte (groupe épiscopal mérovingien, cathédrale romano-carolingienne, chœur gothique), ainsi que les vestiges d'établissements thermaux gallo-romains sous-jacents. Sous l'impulsion d'Honoré Bernard, le site du chœur de la cathédrale est doté d'une base archéologique qui accueille les équipes de recherche. Plus récemment, un chantier a été lancé dans le quartier canonial par l'École nationale des chartes et l'université Lille-III sous la direction de Ghislaine Noyé.
Les principales découvertes archéologiques concernant Thérouanne sont conservées et exposées dans le petit musée de la commune, en particulier les vestiges d'une belle descente de croix du XVIe siècle, mais l'œuvre statuaire principale, le « Grand Dieu de Thérouanne », se trouve dans la cathédrale de Saint-Omer.

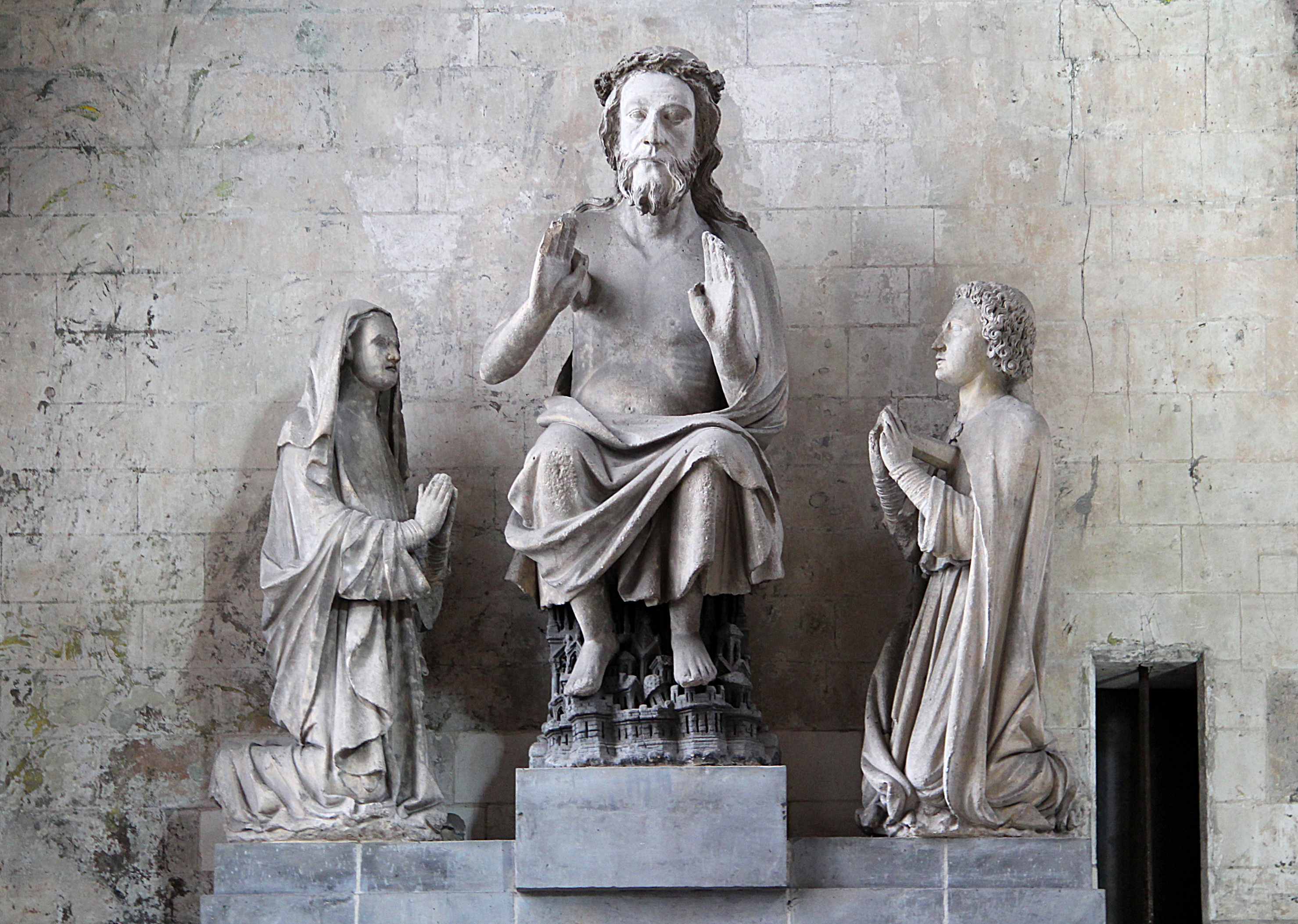
Le Grand Dieu de Thérouanne, cathédrale Notre-Dame de Saint-Omer.
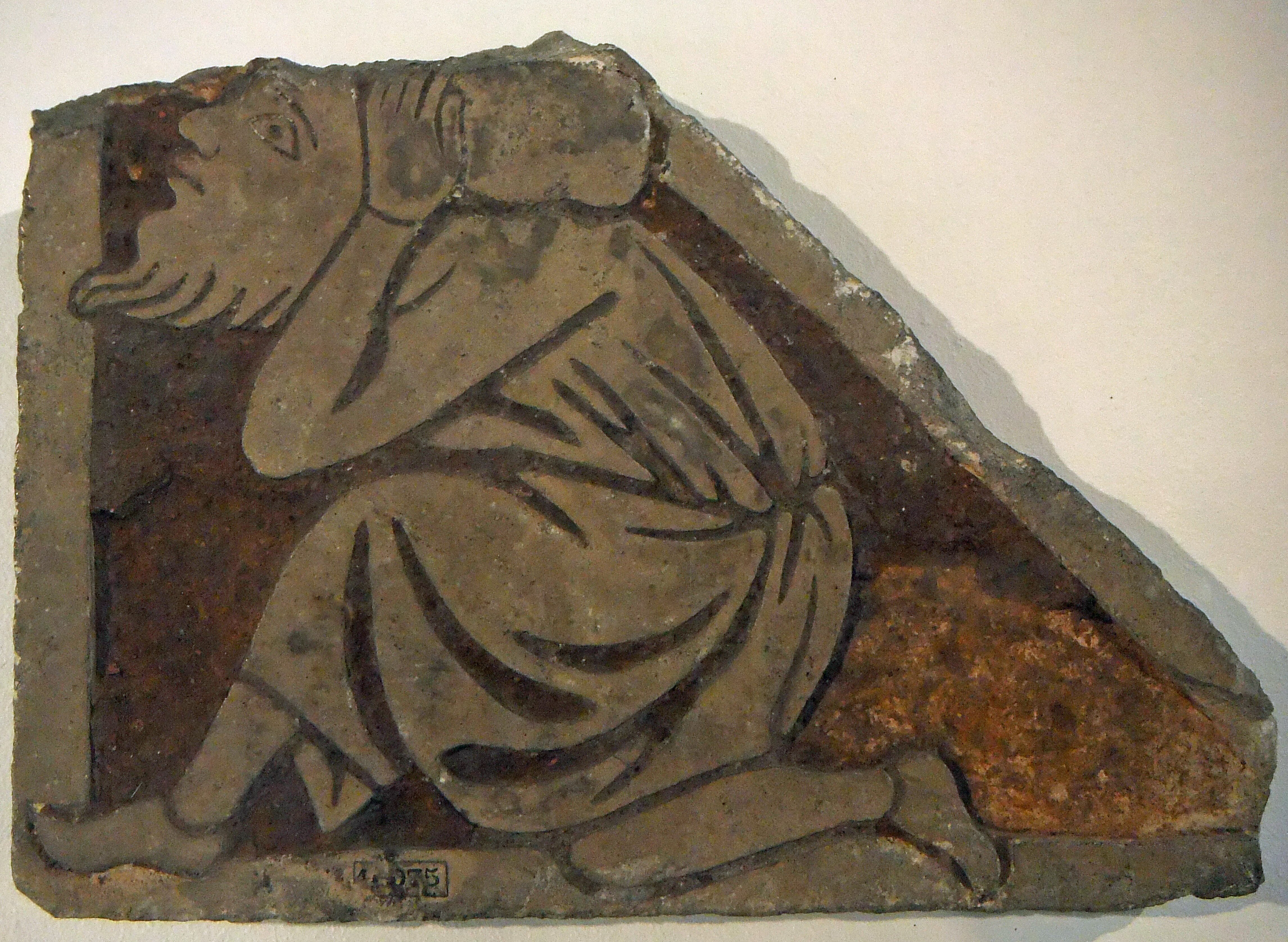
Carreau de pavement orné d'un homme genou à terre, provenant des fouilles de la cathédrale de Thérouanne par Camille Enlart. Château-musée de Boulogne-sur-Mer.

En 2022 et 2023, sur l'emplacement de la future station d'épuration, des fouilles archéologiques menées par l'Institut national de recherches archéologiques préventives (Inrap) permettent de mettre au jour des vestiges d'un canal, d’un quartier d’artisans avec un atelier de boucherie et d’activités liées à la tannerie et la cordonnerie ainsi qu’un atelier de verrier, le tout était conservé sous une épaisseur de deux à trois mètres de sédiments. La période romaine est représentée ainsi que le bas Moyen Âge,.

## Politique et administration

### Découpage territorial
La commune se trouve dans l'arrondissement de Saint-Omer du département du Pas-de-Calais.

#### Commune et intercommunalités
La commune est membre de la communauté d'agglomération du Pays de Saint-Omer qui regroupe 53 communes et compte 104 937 habitants en 2021.

#### Circonscriptions administratives
La commune est rattachée au canton de Fruges.

#### Circonscriptions électorales
Pour l'élection des députés, la commune fait partie de la huitième circonscription du Pas-de-Calais.

### Élections municipales et communautaires

#### Liste des maires
| Période                                  | Période  | Identité        | Étiquette | Qualité |
| ---------------------------------------- | -------- | --------------- | --------- | --- |
| Les données manquantes sont à compléter. |          |                 |           | |
| avant 1988                               | ?        | Raymond Stérin  |           | |
| Les données manquantes sont à compléter. |          |                 |           | |
| 2001                                     | 2008     | Alain Chevalier | DVG       | Inspecteur de l’Éducation nationale en retraite |
| 2008                                     | 2014     | Alain Chevalier | DVG       | Inspecteur de l’Éducation nationale en retraite |
| 2014                                     | 2020     | Alain Chevalier | DVG       | Inspecteur de l’Éducation nationale en retraite |
| 2020                                     | En cours | Alain Chevalier | DVG       | Inspecteur de l’Éducation nationale en retraite « Le bilan du maire de Thérouanne », « Faute de volontaire, le maire, élu depuis 2001, rempile pour un nouveau mandat » |

### Jumelages
La commune est jumelée avec :
| Ville | Ville     | Pays | Pays        | Période     |
| ----- | --------- | ---- | ----------- | ----------- |
|       | Orlestone |      | Royaume-Uni | depuis 1995 |

Plus précisément, la commune est jumelée avec Hamstreet qui dépend de la paroisse de Orlestone.

## Équipements et services publics

### Justice, sécurité, secours et défense
La commune dépend du tribunal judiciaire de Saint-Omer, du conseil de prud'hommes de Saint-Omer, de la cour d'appel de Douai, du tribunal de commerce de Boulogne-sur-Mer, du tribunal administratif de Lille, de la cour administrative d'appel de Douai, du pôle nationalité du tribunal judiciaire de Boulogne-sur-Mer et du tribunal pour enfants de Saint-Omer.

## Population et société

### Démographie
Les habitants sont appelés les Thérouannais.

#### Évolution démographique
L'évolution du nombre d'habitants est connue à travers les recensements de la population effectués dans la commune depuis 1793. Pour les communes de moins de 10 000 habitants, une enquête de recensement portant sur toute la population est réalisée tous les cinq ans, les populations de référence des années intermédiaires étant quant à elles estimées par interpolation ou extrapolation. Pour la commune, le premier recensement exhaustif entrant dans le cadre du nouveau dispositif a été réalisé en 2008.

En 2022, la commune comptait 1 128 habitants, en évolution de −0,62 % par rapport à 2016 (Pas-de-Calais : −0,72 %, France hors Mayotte : +2,11 %).
| 1793 | 1800 | 1806 | 1821 | 1831 | 1836 | 1841 | 1846 | 1851 |
| ---- | ---- | ---- | ---- | ---- | ---- | ---- | ---- | ---- |
| 430  | 510  | 541  | 570  | 776  | 819  | 935  | 956  | 936  |

| 1856 | 1861 | 1866 | 1872 | 1876 | 1881 | 1886  | 1891  | 1896  |
| ---- | ---- | ---- | ---- | ---- | ---- | ----- | ----- | ----- |
| 933  | 943  | 924  | 872  | 956  | 957  | 1 002 | 1 027 | 1 040 |

| 1901  | 1906  | 1911 | 1921 | 1926 | 1931 | 1936 | 1946 | 1954 |
| ----- | ----- | ---- | ---- | ---- | ---- | ---- | ---- | ---- |
| 1 133 | 1 034 | 938  | 910  | 875  | 818  | 816  | 874  | 872  |

| 1962 | 1968 | 1975 | 1982 | 1990 | 1999  | 2006  | 2008  | 2013  |
| ---- | ---- | ---- | ---- | ---- | ----- | ----- | ----- | ----- |
| 868  | 877  | 886  | 943  | 971  | 1 045 | 1 053 | 1 055 | 1 120 |

| 2018  | 2022  | - | - | - | - | - | - | - |
| ----- | ----- | - | - | - | - | - | - | - |
| 1 095 | 1 128 | - | - | - | - | - | - | - |

#### Pyramide des âges
En 2018, le taux de personnes d'un âge inférieur à 30 ans s'élève à 34,9 %, soit en dessous de la moyenne départementale (36,7 %). À l'inverse, le taux de personnes d'âge supérieur à 60 ans est de 28,0 % la même année, alors qu'il est de 24,9 % au niveau départemental.
En 2018, la commune comptait 525 hommes pour 570 femmes, soit un taux de 52,05 % de femmes, légèrement supérieur au taux départemental (51,50 %).
Les pyramides des âges de la commune et du département s'établissent comme suit.
| Hommes | Classe d’âge | Femmes |
| ------ | ------------ | ------ |
| 0,6    | 90 ou +      | 0,4    |
| 8,8    | 75-89 ans    | 9,3    |
| 18,1   | 60-74 ans    | 18,9   |
| 21,3   | 45-59 ans    | 16,5   |
| 18,7   | 30-44 ans    | 17,9   |
| 14,9   | 15-29 ans    | 18,1   |
| 17,7   | 0-14 ans     | 18,9   |

| Hommes | Classe d’âge | Femmes |
| ------ | ------------ | ------ |
| 0,5    | 90 ou +      | 1,6    |
| 5,6    | 75-89 ans    | 8,9    |
| 16,7   | 60-74 ans    | 18,1   |
| 20,2   | 45-59 ans    | 19,2   |
| 18,9   | 30-44 ans    | 18,1   |
| 18,2   | 15-29 ans    | 16,2   |
| 19,9   | 0-14 ans     | 17,9   |

## Économie

### Revenus de la population et fiscalité
En 2021, la commune compte 509 ménages fiscaux, regroupant 1 172 personnes.
Le revenu fiscal médian par ménage de la commune est de 22 010 €, supérieur à celui du département du Pas-de-Calais (20 720 €) et inférieur à celui de la France métropolitaine (23 080 €),,.

## Culture locale et patrimoine

### Lieux et monuments

#### Monument historique
- Le site archéologique de l'ancienne Thérouanne : groupe épiscopal du VIIe siècle, édifice carolingien, cathédrale gothique, inscrit au titre des Monuments historiques par arrêté du 11 février 1992[51].

#### Autres lieux et monuments
- L'abbaye Saint-Jean-du-Mont de Thérouanne.
- L'abbaye de Saint-Augustin-lès-Thérouanne.
- L'église Saint-Martin.
- Le monument aux morts[52].

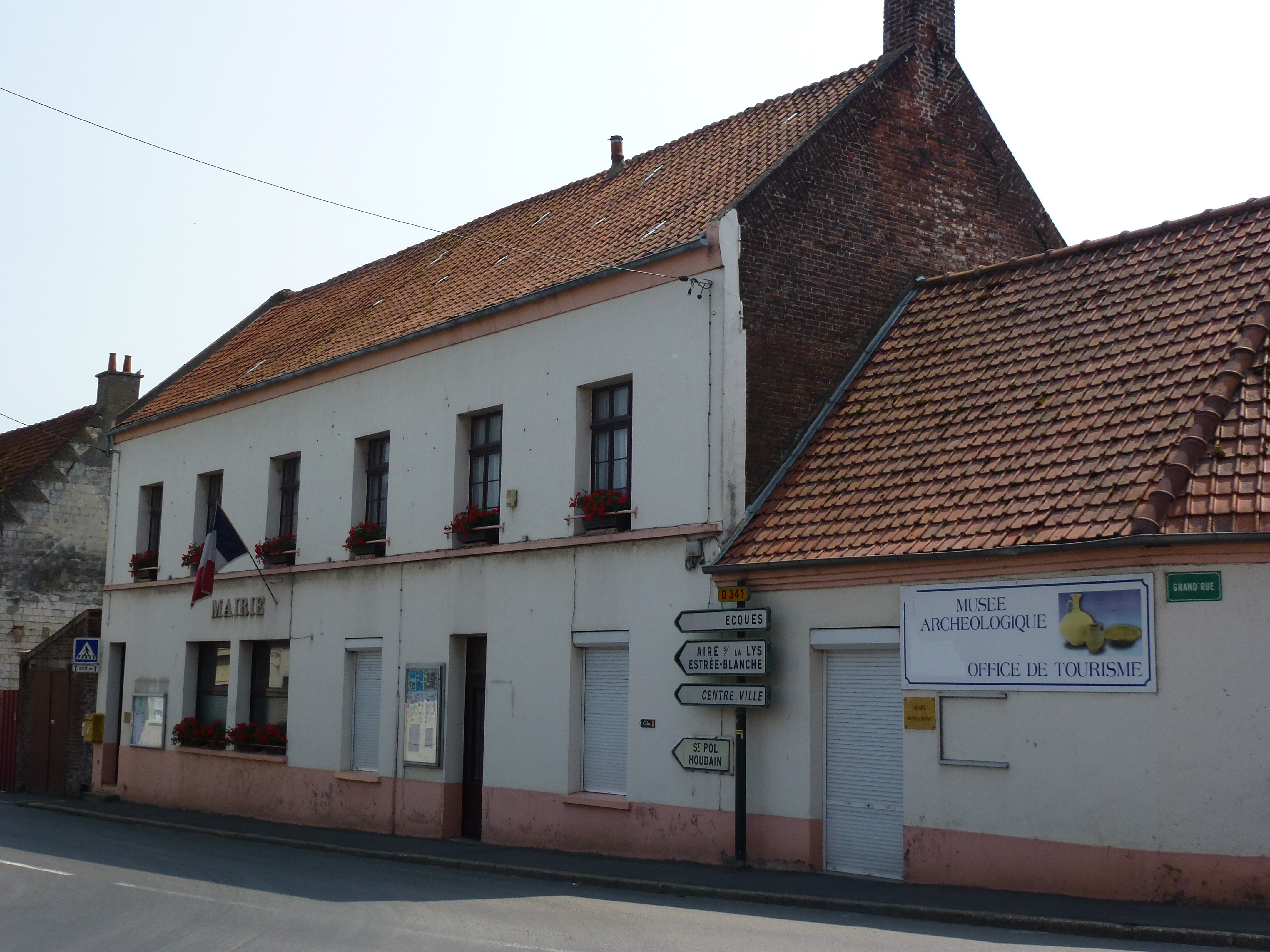
Mairie et musée archéologique.
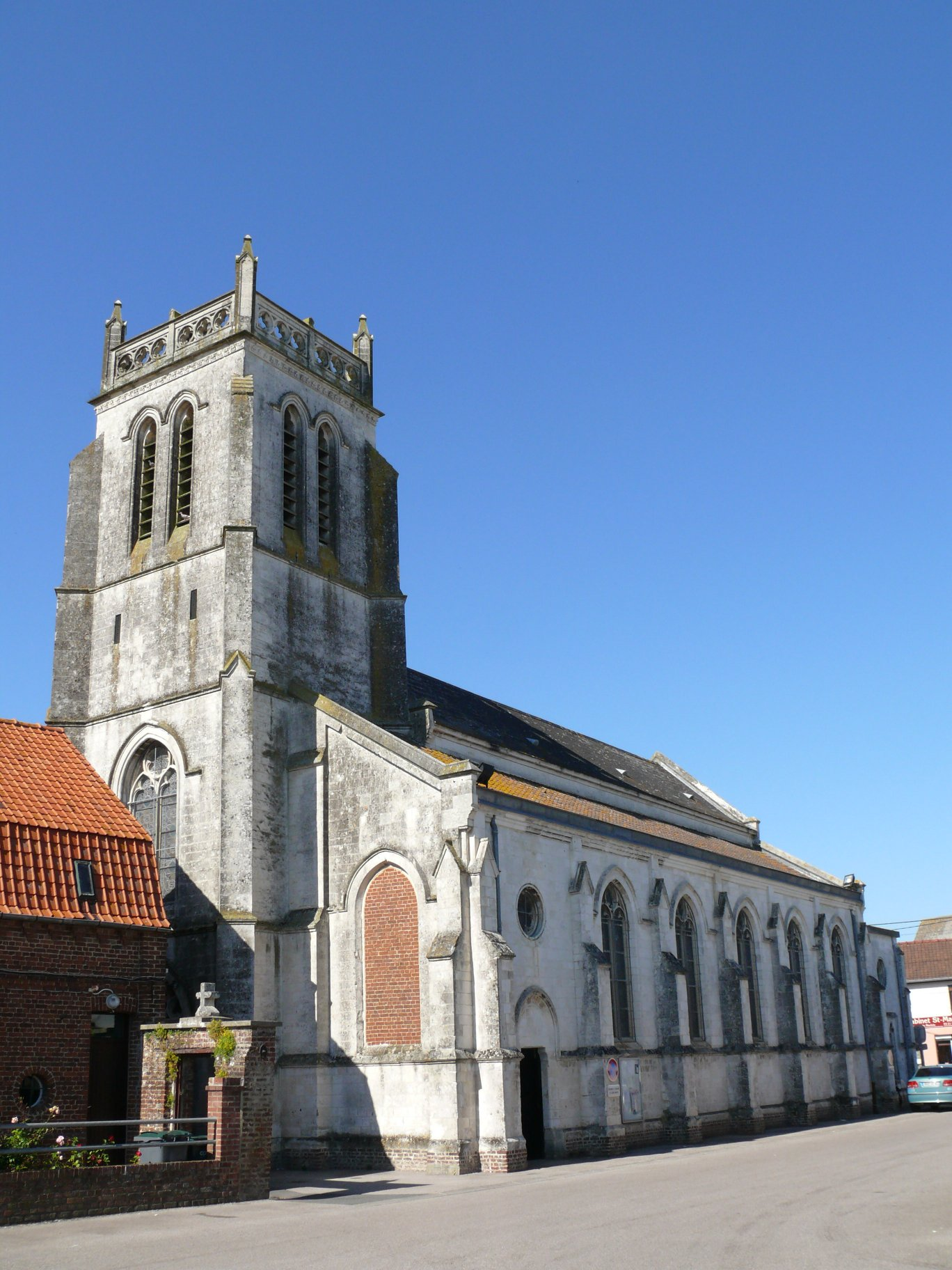
L'église Saint-Martin.
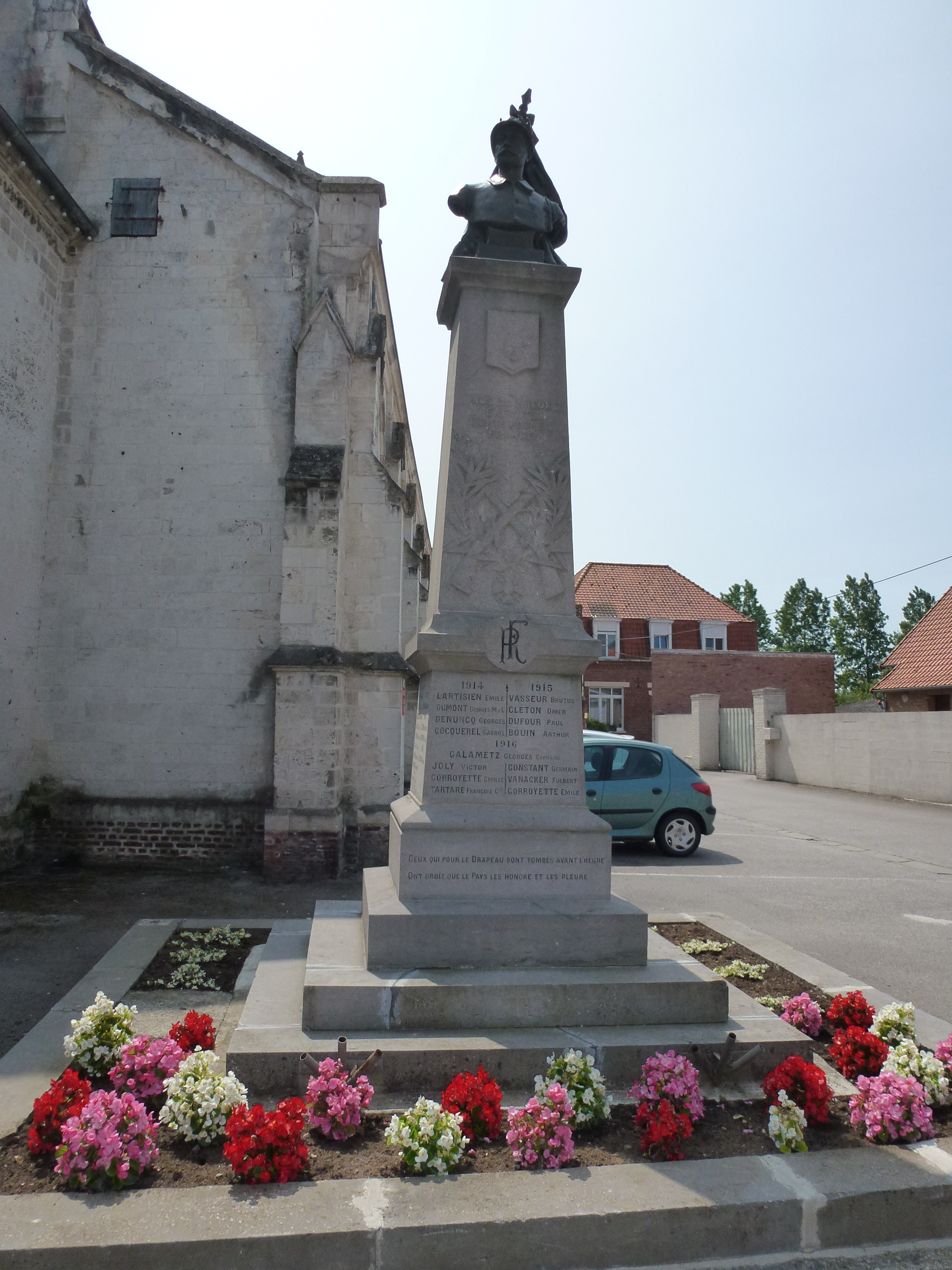
Le monument aux morts.

### Personnalités liées à la commune
- La dynastie capétienne est issue des Robertiens, qui sont présumés issus d'un noble de Thérouanne au VIe siècle ou au VIIe siècle.
- Austreberthe de Pavilly (Sainte Austreberthe) (630-704), religieuse française du haut Moyen Âge, née à Thérouanne.
- André de Montalembert (1483-1553), tué lors du siège de Thérouanne en juin 1553.
- Adolphe Faucon (1841-1884), médecin et chirurgien, né à Thérouanne.
- Pierre de Lano (1870-1904), écrivain français, né à Thérouanne.
- Gérard Houllier (1947-2020), entraîneur de football, né à Thérouanne.

### Héraldique
| Blason de Thérouanne | Blason  | De gueules à une fleur de lys d'argent accompagnée de trois mitres d'or. |
| Blason de Thérouanne | Détails | Armes inspirées d'un ancien sceau de la « communauté des habitants de Thérouanne », datant de 1483, où les trois mitres sont elles-mêmes reprises des armes de l'ancien évêché de Thérouanne, et où la fleur de lys, figurant au contre-sceau, pourrait évoquer la rivière de la Lys qui arrose la commune. Adopté par la municipalité en 1988.                                                                                    |
| Blason de Thérouanne | Alias   | D'argent à une tête de Maure de sable liée de gueules, au chef d'azur semé de fleurs de lys d'or. Anciennes armes de Thérouanne, où la tête de Maure est liée à une légende faisant de Morineus, un prince africain, le fondateur de la ville avant la conquête romaine ; légende fondée sur la similitude entre les mots « Maure » et « Morins », peuple gaulois ayant établi la capitale de leur pays, la Morinie, à Thérouanne. |

## Pour approfondir

#### Bases de données, dictionnaires et encyclopédies
- Ressources relatives à la géographie :   - Digital Atlas of the Roman Empire
  - Insee (communes)
  - Ldh/EHESS/Cassini
- Ressource relative à plusieurs domaines :   - Annuaire du service public français
- Ressource relative à la musique :   - MusicBrainz
- Notices dans des dictionnaires ou encyclopédies généralistes :   - Britannica
  - Universalis
- Notices d'autorité :   - VIAF
  - BnF (données)
  - LCCN
  - GND
  - Israël
  - Tchéquie

#### Autres liens externes
- Site de la commune
- Dossier de la commune sur le site de l'Insee[Note 11], [lire en ligne]
- La commune sur le site des archives départementales du Pas-de-Calais, [lire en ligne]
- La commune sur Remonter le temps, sur le site de l’IGN, [lire en ligne][Note 12]
- « Thérouanne » sur Géoportail.
- Un quartier artisanal antique sous les alluvions de la Lys à Thérouanne (sur le site de l'Inrap)